# Zhire jezik
Zhire jezik (ISO 639-3: zhi; kenyi), jedan od pet hyamskih (Jaba) jezika velike nigersko-kongoanske porodice, kojim govori nepoznat broj ljudi u nigerijskoj državi Kaduna, u LGA Kachia i Jema’a
Srodan je jeziku hyam [jab].

## Vanjske poveznice
- Ethnologue (14th)
- Ethnologue (15th)